# 在府町
在府町（ざいふちょう）は、江戸期から現在にかけての青森県弘前市の地名。郵便番号は036-8216。2017年6月1日現在の人口は429人、世帯数は250世帯。

## 地理
当地の南部を河川が流れ、北東部に弘前大学医学部が位置する（しかし、正確な住所は本町になる）。町域の北部は覚仙町・本町、北東部から東部にかけて相良町、東部から南部にかけて南塘町、南部は新寺町、西部は茂森町に接する。

## 歴史
- 寛永末年頃 - 足軽町と描かれている（津軽弘前城之絵図）。
- 慶安2年 - 当地は侍町とあり、12軒の武家屋敷がある（弘前古御絵図）。また、寺町の火災により、その後当地へ武士の移住が行われる。
- 延宝6年 - 茂森在府町と見える（弘前町方屋敷割）。
- 貞亨年間 - 在府町となる。
- 宝永年間 - 武家屋敷が、武家屋敷郭外移転により当地へ移転（国日記）

### 沿革
- 江戸期 - 弘前城下の一町。
- 明治初年～明治22年 - 弘前を冠称。
- 1899年（明治22年） - 弘前市に所属。

### 地名の由来
江戸定府の武士の長屋が当地にあったことにちなむ。

## 施設

### 教育
- 弘前市立朝陽小学校

### 医療
- ヒーリングルーム癒しの手

## かつて存在した施設
- 学校法人柴田学園柴田幼稚園 - 1954年（昭和29年）に当地に創立、1979年（昭和54年）に清原に新築移転。

## 小・中学校の学区
市立小・中学校に通う場合、学区は以下の通りとなる。
| 大字   | 番地 | 小学校               | 中学校             |
| ------ | ---- | -------------------- | ------------------ |
| 在府町 | 一部 | 弘前市立朝陽小学校   | 弘前市立第四中学校 |
| 在府町 | 一部 | 弘前市立桔梗野小学校 | 弘前市立第四中学校 |

## 交通
- 弘南バス

茂森町、茂森南口（弘前バスターミナル - 相馬・藍内・ロマントピア線、他）停留所。